# Olof Alström
Olof Alström, född 22 april 1876 i Rödöns församling, Jämtlands län, död 2 mars 1955 i Sundsvall, var en svensk tidningsman. Han var far till Yngvar Alström.
Alström, som var son till lantbrukaren Olof Ersson och Elisabeth Jonsson, var huvudredaktör för Jämtlands Tidning 1907–1912 och den av honom grundade Härjedalens Tidning, av Blekinge Läns Tidning och Ronneby Tidning 1912–1914 samt av tidningen Karlshamn 1913–1914 och av Sundsvalls Tidning 1914–1950. Han efterträddes på sistnämnda tidning av sonen Yngvar Alström.
Alström var initiativtagare till flaggmärket Hem och härd 1914, tillhörde stadsfullmäktige 1917–1942, var ordförande i dess valberedning 1938–1942 och vice ordförande i dess beredningsutskott 1920–1930. Han var initiativtagare till Norrlandsmässan i Sundsvall 1920 och det så kallade Sundsvallssystemet med pilsnerutskänkningens övertagande av under kommunernas kontroll stående bolag, ordförande i Sundsvalls Utskänknings AB från 1921 och i Blomsterfonden i Sundsvall från 1925. 
Alström var ordförande i Sundsvalls Tidnings AB från 1935, i Svenska Tidningsutgivareföreningens styrelse och Sundsvalls Kafé AB från 1937, styrelseledamot i Tidningarnas Telegrambyrå från 1922 och i Sveriges Allmänna Restaurangbolag från 1938. Han var initiativtagare till Sundsvallsutställningen 1928. Han blev hedersledamot av Sveriges vänsterpressförening 1944. Han författade skrifter i egnahems- och nykterhetsfrågor samt reseskildringar i pressen från Ryssland, Tyskland och grannländerna.